# إساياس رودريغيز
إساياس رودريغيز (بالإسبانية: Isaías Rodríguez)‏ هو محامي وسياسي فنزويلي، ولد في 16 ديسمبر 1942 في غواريكو في فنزويلا. حزبياً، نشط في حزب العمل الديمقراطي ( – 1967) والحزب الاشتراكي الموحد الفنزويلي.